# ハイド・ユナイテッドFC
ハイド・ユナイテッド・フットボールクラブ（Hyde United Football Club）はイングランド、グレーター・マンチェスター、ハイドを本拠地とするサッカークラブチームである。2017-2018シーズンはノーザンプレミアリーグ・ディヴィジョン1・ノース（8部相当）に所属。

## クラブ概要
1919年創設。2010年6月にハイドFCに名称を変更した。2015年に現在のクラブ名に変更。

## クラブ各種記録
一試合最多観客動員数
- 9,500人 vs ネルソン FAカップ 1952-1953

一試合最多得点勝利試合
- 13-0 vs エクルス・ユナイテッド マンチェスターリーグ 1921-1922

一試合最多失点敗戦試合
- 0-26 vs プレストン・ノース・エンド 1887

## タイトル

### 国内タイトル
- アシュトン・チャレンジカップ:5回

1930-1931,1931-1932,1933-1934,1939-1940,1947-1948
- チェシャー・リーグ:3回

1954-1955,1955-1956,1981-1982
- チェシャー・リーグカップ:5回

1934-1935,1952-1953,1954-1955,1972-1973,1981-1982
- チェシャー・リーグシールド:2回

1980-1981,1981-1982
- チェシャー・シニアカップ:6回

1945-1946,1962-1963,1969-1970,1980-1981,1989-1990,1996-1997
- ギルグライスト・カップ:4回

1927-1928,1928-1929,1949-1950,1970-1971
- ハイド・チャレンジカップ:2回

1927-1928,1928-1929
- ランカシャー＆チェシャー・フロードリトトロフィー:2回

1954-1955,1955-1956
- ランカシャー・フリードリトトロフィー:2回

1986-1987,1987-1988
- マンチェスター・インターメディテイトカップ:1回

1955-1956
- マンチェスター・ジュニアカップ:2回

1921-1922,1968-1969
- マンチェスターリーグ:5回

1920-1921,1921-1922,1922-1923,1928-1929,1929-1930
- マンチェスターリーグ・オープントロフィー:1回

1972-1973
- マンチェスター・プレミアカップ:6回

1993-1994,1994-1995,1995-1996,1998-1999,2004-2005,2005-2006
- マンチェスターシニアカップ:1回

1974-1975
- ノーザンプレミアリーグ・チェアマンズカップ:2回

1999-2000,2003-2004
- ノーザンプレミアリーグ:1回

2004-2005
- ノーザンプレミアリーグ・リーグカップ:3回

1985-1986,1989-1990,1995-1996
- ノーザンプレミアリーグ・ディヴィジョン1:1回

2003-2004
- ピーター・スウェイルス・メモリアルシールド:2回

1996-1997,2004-2005
- レイ・スタンリー・メモリアルトロフィー:2回

2006-2007,2007-2008
- ギャヴィン・ニコルソン・メモリアルトロフィー:1回

1979-1980

### 国際タイトル
- なし

## 歴代所属選手
- デール・スティーブンス 2007
- スコット・ホーガン 2013
- ローレンス・ビグルー 2013-2014